# Dionys Schötz
Dionys Schötz OFM (* 22. März 1891 in Mitterfels; † 11. September 1972 in München) war ein deutscher römisch-katholischer Theologe und Bibliothekar.

## Leben
Schötz wurde Mitglied der Bayerischen Franziskanerprovinz (Bavaria) und studierte Theologie und orientalische Sprachen, besonders Assyriologie. 1915 legte er das Cura-Examen, die erste Dienstprüfung als Priester, ab. 1925 wurde er zum Dr. phil. promoviert, 1930 zum Dr. theol. 
Schötz war Lektor der Theologie an der Philosophisch-Theologischen Hochschule der Franziskaner in München. 1920 wurde er Praktikant an der Bayerischen Staatsbibliothek und legte 1921 die Fachprüfung ab. Ab 1933 war er an der Bibliothek des Franziskanerklosters St. Anna in München tätig. 1937 erlebte er Schikanen der Nationalsozialisten, die auch die Kloster- und Hochschulbibliothek durchsuchten und „einige Kisten voll gemeingefährlicher Bücher“ beschlagnahmten und verplombten. Im Zweiten Weltkrieg gelang es ihm, große Teile der Bestände der Franziskanerbibliothek auszulagern, dennoch wurden 40.000 Bände zerstört. 
Nach dem Krieg arbeitete Schötz am Wiederaufbau der Bestände mit und entwickelte die Bibliothek zu einer modernen Klosterbibliothek weiter. Von 1952 bis 1963 war Dionys Schötz Vorsitzender der Arbeitsgemeinschaft Katholisch-Theologischer Bibliotheken (AKThB), die ihn 1964 zum Ehrenvorsitzenden ernannte.

## Veröffentlichungen (Auswahl)
- Die neuen Inschriften von Tiglatpileser I. <KAH III NNr. 63–73>. Wolf, München 1924 (München, Univ. Diss. 1924).
- Schuld- und Sündopfer im Alten Testament. Müller & Seiffert, Breslau 1930 (Breslauer Studien zur historischen Theologie 18).
- „Tröstet, tröstet mein Volk!“ Fastenpredigten im Anschluß an Is. 40–55. Schöningh, Paderborn 1933 (Alttestamentliche Predigten; 30).
- Erstes und zweites Buch der Makkabäer. Echter-Verlag, Würzburg 1947  (Die Heilige Schrift in deutscher Übersetzung. Hrsg. von Friedrich Nötscher (Echter-Bibel) Teil: 1. Das Alte Testament, Lieferung 3).